# Estádio Arechi
O Estádio Arechi (em italiano:  Stadio Arechi) é um estádio multiuso localizado em Salerno, comuna na província homônima, região de Campânia, na Itália. A praça esportiva, usada principalmente para o futebol, pertencente a Prefeitura de Salerno, foi inaugurada em 1990 e tem capacidade aproximada para 29 739 espectadores. É a casa do Unione Sportiva Salernitana 1919, clube de futebol da cidade de Salerno.